# Televisie en Onderneming
Televisie en Onderneming (Teleon) was een Belgische televisie-omroep gelieerd aan het Vlaams Economisch Verbond (VEV).

## Historiek
De stichting kende zijn oorsprong in het decreet betreffende het statuut van de Belgische Radio en Televisie, Nederlandstalige uitzendingen (19 december 1979). Binnen dit decreet werd de oprichting van zendgemachtigde verenigingen mogelijk. Volgens de bepalingen van dit decreet kregen de derden 50% van de zendtijd die aan de nieuwsdienst was toebedeeld. Naast de politieke en levensbeschouwelijke derden waren dit de  beroepsverenigingen die zitting hadden in de Gewestelijke Economische Raad voor Vlaanderen (GERV). Het decreet van 22 december 1982 bracht het aantal uitzenduren naar 120 uren, verspreid over de twee BRT-televisienetten.
Op basis van deze bepalingen werd Teleon opgericht in 1980 en de eerste uitzending vond plaats op 30 maart 1981. Als zendgemachtigde vereniging had Teleon recht op 150 minuten zendtijd per jaar.  De erkenning door het Ministerie van de Vlaamse Gemeenschap vond plaats op 26 mei 1982. Ten gevolge van het decreet betreffende de omzetting van de BRTN in een nv van publiek recht (29 april 1997) en daaropvolgende besluit van de Vlaamse regering van 9 december 1997 werden de uitzendingen door SERV-derden afgeschaft vanaf 1 januari 1998 en werd vervolgens Teleon ontbonden.
De kijkdichtheid van de uitzendingen betrof 500.000 à 600.000 kijkers.